# یلوه چشم‌برهنه
یلوه چشم‌برهنه (نام علمی: Gymnocrex plumbeiveventris) گونه‌ای از پرندگان از خانواده یلوگان است. در اندونزی و پاپوآ گینه نو  یافت می‌شود. زیستگاه‌های طبیعی آن جنگل‌های دشت مرطوب نیمه‌گرمسیری و جنگل‌های کوهستانی مرطوب نیمه‌گرمسیری یا گرمسیری است.